# Tricentrogyna
Tricentrogyna is een geslacht van vlinders van de familie spanners (Geometridae), uit de onderfamilie Sterrhinae.

## Soorten
- T. alternifascia Warren, 1897
- T. colligata Warren, 1906
- T. collustrata Snellen, 1874
- T. crocantha Herbulot, 1988
- T. cubitata Dognin, 1902
- T. delicata Warren, 1897
- T. deportata Walker, 1861
- T. faustaria Guenée, 1857
- T. flexivitta Warren, 1906
- T. floridora Schaus, 1940
- T. lignicolor Warren, 1904
- T. margarita Dognin, 1912
- T. nogricosta Warren, 1904
- T. perpusilla Bastelberger, 1908
- T. praecellens Schaus, 1913
- T. priscilla Schaus, 1913
- T. roseotincta Hulst, 1896
- T. rubricosta Hampson, 1895
- T. simililinea Dognin, 1911
- T. subfuscicosta Prout, 1911
- T. sulphuraria Warren, 1900
- T. uniformipennis Warren, 1905
- T. vinacea Butler, 1878
- T. violescens Schaus, 1901